# Porkkajärvi
Porkkajärvi är en sjö i kommunen Sotkamo i landskapet Kajanaland i Finland. Den är 21,3 meter djup. Arean är 43 hektar och strandlinjen är 4,52 kilometer lång. Sjön  ingår i Vuoksens huvudavrinningsområde.   Den ligger omkring 79 kilometer sydöst om Kajana och omkring 460 kilometer nordöst om Helsingfors. 